# James Scarlett (8e baron Abinger)
James Richard Scarlett (28 septembre 1914  - 23 septembre 2002 ,), est un pair britannique .

## Biographie
Il est né à Datchet, Berkshire, le 28 septembre 1914 . Il est le fils de Hugh Scarlett (7e baron Abinger), et de sa femme Marjorie. Il fait ses études au Collège d'Eton et au Magdalene College, Cambridge, où il obtient un BA en économie . Ayant été nommé dans l'Artillerie royale en 1936  il combat en France, en Norvège et en Inde  pour devenir lieutenant-colonel au moment de sa retraite en 1947 . Après la guerre, il retourne à Magdalene, où il obtient une maîtrise en 1946 . En 1968, il est nommé sous-lieutenant pour l'Essex.
Après la mort de son père en 1943 , il hérite du titre baronnial avec le château d'Inverlochy près de Fort William en Écosse. Il vend Inverlochy après la Seconde Guerre mondiale à un marchand de whisky canadien  et achète Clees Hall , une ferme mixte près d'Alphamstone à la frontière Essex / Suffolk .
Scarlett s'intéresse aux «archéologues amateurs» utilisant des détecteurs de métaux et travaille de 1979 à 1981 à l'élaboration d'une législation réglementant le signalement des découvertes . Son intérêt pour la conservation de l'environnement rural le conduit à être nommé président de la branche d'Essex du Conseil pour la préservation de l'Angleterre rurale, qu'il occupe de 1972 à 1982 . En 1974, il cofonde la Colne Stour Countryside Association.
Il est également président de la Keats-Shelley Memorial Association, sa grand-mère ayant été adoptée par le fils de Mary et Percy Bysshe Shelley . La collection Boscombe des lettres et manuscrits de Shelley, sur laquelle Scarlett travaille au catalogage, est maintenant conservée à la Bibliothèque Bodléienne d'Oxford. Il est également vice-président de la Byron Society et chevalier de l'Ordre de Saint-Jean de Jérusalem .
Scarlett est décédé le 23 septembre 2002, à l'âge de 87 ans .

## Mariage
En 1957, Lord Abinger épouse Isla Carolyn Rivett-Carnac  (1925–2011), sœur des deux derniers baronnets de Rivett-Carnac. Ils ont deux fils :
- James Harry (né en 1959), qui succède à son père à sa mort.
- Peter Richard Scarlett (1961-2020)